# Liste des ministres wallons de l'Aménagement du territoire
Voici la liste des ministres de l'Aménagement du territoire de la Région wallonne depuis la création de la fonction en 1982.

## Titulaires
| Titulaire | Titulaire          | Titulaire                  | Parti | Mandat                                                          | Gouvernement | Portefeuille ministériel |
| --------- | ------------------ | -------------------------- | ----- | --------------------------------------------------------------- | --- | --- |
| 1         |                    | Melchior Wathelet (1949-)  | PSC   | 27 janvier 1982 – 11 décembre 1985 (3 ans, 10 mois et 14 jours) | Damseaux | Ministre des Technologies nouvelles, des PME, de l'Aménagement du territoire et de la Forêt |
| 1         | Dehousse II        | Melchior Wathelet (1949-)  | PSC   | 27 janvier 1982 – 11 décembre 1985 (3 ans, 10 mois et 14 jours) | | Ministre des Technologies nouvelles, des PME, de l'Aménagement du territoire et de la Forêt |
| 2         |                    | Albert Liénard (1938-2011) | PSC   | 11 décembre 1985 – 8 janvier 1992 (6 ans et 28 jours)           | Wathelet | Ministre de l'Aménagement du territoire, de la Vie rurale et de l'Eau |
| 2         | Coëme              | Albert Liénard (1938-2011) | PSC   | 11 décembre 1985 – 8 janvier 1992 (6 ans et 28 jours)           | Ministre de l'Aménagement du territoire, des Technologies nouvelles et des Relations extérieures | |
| 2         | Anselme            | Albert Liénard (1938-2011) | PSC   | 11 décembre 1985 – 8 janvier 1992 (6 ans et 28 jours)           | Ministre de l'Aménagement du territoire, des Technologies nouvelles et des Relations extérieures | |
| 3         |                    | Robert Collignon (1943-)   | PS    | 8 janvier 1992 – 30 octobre 1993 (1 an, 9 mois et 22 jours)     | Spitaels | Ministre de l'Aménagement du territoire, du Logement et du Budget |
| 4         |                    | André Baudson (1927-1998)  | PS    | 30 octobre 1993 – 20 juin 1995 (1 an, 7 mois et 21 jours)       | Spitaels | Ministre des Transports et de l'Aménagement du territoire |
| 4         | Collignon I        | André Baudson (1927-1998)  | PS    | 30 octobre 1993 – 20 juin 1995 (1 an, 7 mois et 21 jours)       | Ministre de l'Aménagement du territoire, du Patrimoine et des Transports | |
| 5         |                    | Michel Lebrun (1949-)      | PSC   | 20 juin 1995 – 15 juillet 1999 (4 ans et 25 jours)              | Collignon II | Ministre de l'Aménagement du territoire, de l'Équipement et des Transports |
| 6         |                    | Michel Foret (1948-)       | PRL   | 15 juillet 1999 – 27 juillet 2004 (5 ans et 12 jours)           | Di Rupo I | Ministre de l'Aménagement du territoire, de l'Urbanisme et de l'Environnement |
| 6         | Van Cauwenberghe I | Michel Foret (1948-)       | PRL   | 15 juillet 1999 – 27 juillet 2004 (5 ans et 12 jours)           | | Ministre de l'Aménagement du territoire, de l'Urbanisme et de l'Environnement |
| 7         |                    | André Antoine (1960-)      | cdH   | 27 juillet 2004 – 15 juillet 2009 (4 ans, 11 mois et 18 jours)  | Van Cauwenberghe II | Vice-Ministre-président et Ministre du Logement, des Transports et du Développement territorial |
| 7         | Di Rupo II         | André Antoine (1960-)      | cdH   | 27 juillet 2004 – 15 juillet 2009 (4 ans, 11 mois et 18 jours)  | | Vice-Ministre-président et Ministre du Logement, des Transports et du Développement territorial |
| 7         | Demotte I          | André Antoine (1960-)      | cdH   | 27 juillet 2004 – 15 juillet 2009 (4 ans, 11 mois et 18 jours)  | | Vice-Ministre-président et Ministre du Logement, des Transports et du Développement territorial |
| 8         |                    | Philippe Henry (1971-)     | Ecolo | 15 juillet 2009 – 22 juillet 2014 (5 ans et 7 jours)            | Demotte II | Ministre de l'Environnement, de l'Aménagement du territoire et de la Mobilité |
| 9         |                    | Carlo Di Antonio (1962-)   | cdH   | 22 juillet 2014 – 13 septembre 2019 (5 ans, 1 mois et 22 jours) | Magnette | Ministre de l'Environnement, de l'Aménagement du territoire, de la Mobilité, des Transports et du Bien-être animal |
| 9         | Borsus             | Carlo Di Antonio (1962-)   | cdH   | 22 juillet 2014 – 13 septembre 2019 (5 ans, 1 mois et 22 jours) | Ministre de l'Environnement, de la Transition écologique, de l'Aménagement du territoire, des Travaux publics, des Zones d'activité économique, de la Sécurité routière, de la Mobilité, des Transports et du Bien-être animal | |
| 10        |                    | Willy Borsus (1962-)       | MR    | 13 septembre 2019 – (5 ans, 6 mois et 2 jours)                  | Di Rupo III | Vice-Ministre-président et Ministre de l'Économie, du Commerce extérieur, de la Recherche, de l'Innovation, du Numérique, de l'Aménagement du territoire, de l'Agriculture, de l'IFAPME et des Centres de compétences |